# Граняк, Доминик
До́миник Гра́няк (словац. Dominik Graňák; род. 11 июня 1983, Гавиржов, Североморавский край) — словацкий хоккеист, защитник. Воспитанник тренчинской «Дуклы».

## Карьера
Доминик Граняк начал свою профессиональную карьеру в 2002 году в составе пражской «Славии», выступавшей в Экстралиге. С этой командой Доминик в своём дебютном сезоне стал чемпионом Чехии. Впоследствии он ещё дважды выигрывал серебро чешского первенства. 10 апреля 2007 года Доминик перешёл в шведский «Ферьестад», с которым спустя 2 года завоевал золото Элитной серии. Тем не менее, сразу же после этого успеха, 25 июня 2009 года, несмотря на интерес к своей персоне со стороны клубов КХЛ, Граняк подписал контракт с клубом «Рёгле». Однако Доминик не смог помочь своей новой команде сохранить место в Элите. 27 мая 2010 года Граняк подписал однолетний контракт с московским «Динамо». В своём дебютном сезоне в КХЛ Доминик сумел набрать 26 (7+19) очков в 57 проведённых матчах и 24 апреля 2011 года он продлил своё соглашение с москвичами ещё на 2 года. В апреле 2013 года был подписан контракт ещё на один год. В 2014 году перебрался в шведскую лигу, играл за клубы «Линчёпинг» и «Рёгле». В 2017 году вернулся в Чехию, 2 сезона играл в Экстралиге за «Маунтфилд Градец-Кралове». В 2019 году перешёл в «Карловы Вары». После окончания сезона 2020/21 подписал контракт с клубом «Шкода Пльзень».

### Международная
В составе сборной Словакии Доминик Граняк принимал участие в чемпионате мира среди юниоров 2001 и молодёжном чемпионате мира 2003. В составе основной сборной Доминик принимал участие в 12 чемпионатах мира (2004—2012, 2015, 2016 и 2018 г.), а также в Олимпийских играх 2018 года.

## Достижения
- Чемпион Чехии 2003
- Чемпион Швеции 2009
- Серебряный призёр чемпионата Чехии 2004 и 2006
- Чемпион России и обладатель Кубка Гагарина сезона 2011/12 и 2012/13
- Серебряный призёр чемпионата мира 2012

## Статистика
| Легенда | Легенда                    | Легенда | Легенда                   | Легенда | Легенда    |
| ------- | -------------------------- | ------- | ------------------------- | ------- | ---------- |
| И       | Количество проведённых игр | Штр     | Штрафное время            | +/−     | Плюс-минус |
| Г       | Голы                       | П       | Голевые передачи          | О       | Очки       |
| -       | Статистика неизвестна      | —       | Статистика не учитывалась |         |            |